# Dendrocopos assimilis
El pico del Sind (Dendrocopos assimilis) es una especie de ave piciforme de la familia Picidae, que habita en el suroeste de Asia.

## Distribución y hábitat
Se encuentra únicamente en los bosques de Pakistán, el sureste de Irán y el extremo oriental de la India. Como indica su nombre común ocupa la mayor parte del Sind, pero también se extiende por otras regiones de Pakistán tanto al oeste como al norte.